# Болдакин, Александр Егорович
Александр Егорович Болдакин (род. 27 ноября 1976, Кустарёвка (Сасовский район), Рязанская область, РСФСР, СССР) — российский государственный деятель. Глава Ульяновска с 19 апреля 2023.

## Биография
Родился 27 ноября 1976 года в поселке Кустарёвка Рязанской области. Вырос в городе Сасово.
В 1999 году окончил с отличием Санкт-Петербургский военный инженерно-технический университет по специальности «Строительство и эксплуатация зданий и сооружений». В 1999—2002 гг. работал в Министерстве обороны, занимался строительством жилья для военных.
С 2002 года работал в Москве в ООО «Строймонолит», «Сфинксстрой», ГУП МО «Дорпрогресс».
С 2008 года заместитель по строительству и транспорту главы Талдомского района Московской области. Затем работал в Тамбовской области заместителем директора ООО «Союздорстрой». С 2014 года зам. начальника Управления по развитию территорий администрации городского округа Щёлково.
В марте 2022 года по приглашению губернатора Алексея Русских переехал в Ульяновск, работал в должности вице-мэра по градостроительству, дорогам и архитектуре.
19 апреля 2023 депутаты Городской Думы Ульяновска единогласно утвердили его на должность мэра.
Почти сразу же после вступления в должность, Болдакин стал героем множества мемов о себе. Поначалу он относился к ним скорее положительно, однако с появлением мемов, иронизирующих над его лишним весом, изменил своё мнение.
Семья: жена, четверо детей.